# Centrale de Churchill Falls
Pour des articles plus généraux, voir Chutes Churchill et Développement hydroélectrique du Bas-Churchill.
La centrale de Churchill Falls est une centrale hydroélectrique souterraine aménagée sur le cours supérieur du fleuve Churchill, au Labrador. Achevée en 1974 avec une puissance installée de 5 428,5 MW, elle est la deuxième plus grande centrale souterraine au monde, derrière la centrale Robert-Bourassa, dans le Nord-du-Québec. Son propriétaire est la société Churchill Falls (Labrador) Corporation Limited ou CF(L)Co, une société dont les actionnaires sont Nalcor (65,8 %) et Hydro-Québec (34,2 %).

## Historique

### Brinco cherche un client
Depuis 1953, la British Newfoundland Corporation Limited (Brinco), un consortium de banques et d'industriels britannique formé à la demande du premier ministre terre-neuvien Joey Smallwood, fait la promotion de la construction d'une centrale hydroélectrique aux chutes Hamilton, qui seront renommées Churchill en l'honneur de l'ancien premier ministre britannique, Sir Winston Churchill, à son décès en 1965.
En 1958, elle s'associe à Shawinigan Engineering Limited, une filiale de la Shawinigan Water and Power Company, le plus grand distributeur d'électricité privé au Québec à cette époque. La transaction accorde 20 % du capital-action de l'entreprise pour 2 250 000 dollars afin de développer le grand potentiel du site.
Mais la production possible sur le site dépasse largement les besoins de la SWP. Déjà en 1955, le patron de la Brinco, Bill Southam fait appel au président de l'entreprise, Robert J. Beaumont, pour mousser le projet auprès de Maurice Duplessis et de la société publique d'électricité  Hydro-Québec. Cependant, la position de Duplessis est déjà connue. Le chef de l'Union nationale a exprimé sa préférence pour le développement de projets au Québec plutôt que de recourir à des importations d'électricité. Duplessis meurt en septembre 1959. Son remplaçant, Paul Sauvé, est plus réceptif aux représentations de la Brinco ; il les rencontre pendant l'automne 1959. Mais le décès de Sauvé, au début de 1960 et la désorganisation du gouvernement de l'Union nationale, provoquée par la mort de deux chefs en trois mois, ralentissent les discussions.
L'élection générale du 22 juin 1960 réjouit les dirigeants de Brinco, qui estiment que leur entreprise trouvera un interlocuteur plus flexible en la personne du nouveau premier ministre, Jean Lesage, un ancien ministre fédéral dans le cabinet de Louis St-Laurent.
Le directeur général de la Brinco rencontre Lesage pour une première fois le 18 février 1961 afin de vendre le projet. Au terme de ce premier contact, les deux parties conviennent d'organiser une rencontre entre Hydro-Québec et la Brinco pour étudier les détails ; la société d'État québécoise se montre intéressée, mais préfère poursuivre la construction du projet Manic-Outardes sur la Côte-Nord, qui s'est amorcée deux ans plus tôt.
Brinco se tourne ensuite vers l'Ontario. Elle se heurte à un refus, en raison des coûts élevés de transport de l'électricité de Hamilton Falls. L'entreprise est toutefois encouragée par le discours du trône de 1962 du gouvernement de John Diefenbaker, qui annonce la volonté de favoriser les exportations d'électricité. Cette nouvelle position du gouvernement fédéral ouvre la porte à une entente avec un distributeur aux États-Unis.
La Consolidated Edison à New York se montre intéressée. Cependant, les perspectives de rentabilité d'un projet hydroélectrique destiné à l'exportation vers les États-Unis étaient loin d'être certaines au début des années 1960. « Entre 1935 et 1970, les prix de l'électricité ont régulièrement diminué en raison, principalement, de la construction de centrales plus grandes et plus efficaces qui pouvaient aisément subvenir aux demandes croissantes du marché ».
Des discussions s'engagent avec le distributeur américain, mais Con Ed fixe un prix plafond de 4,43 mills, à la frontière entre le Québec et l'État de New York. Ce prix équivaut au coût marginal de l'électricité produite dans une centrale nucléaire, tel qu'il était estimé à cette époque.

### Hydro-Québec devient actionnaire
La participation de Shawinigan Engineering dans le projet est rachetée en 1963, dans le cadre de la deuxième phase de la nationalisation de l'électricité au Québec. Ce faisant, Hydro-Québec devient un actionnaire minoritaire et un partenaire incontournable du développement des chutes Churchill. L'annonce de l'acquisition de la Shawinigan par la société publique québécoise rend Joey Smallwood furieux. Le premier ministre terre-neuvien communique immédiatement son mécontentement à Jean Lesage.
Dès le 30 avril 1963, Lesage annonce en Chambre qu'il est prêt à acheter toute la production de Hamilton Falls si une entente peut être conclue entre Brinco, Hydro-Québec et Consolidated Edison. À cette époque, le projet devait produire 4 500 MW et les coûts de construction de la centrale et des installations de transport de l'électricité étaient estimés à 627 millions de dollars.
Des négociations s'engagent immédiatement entre la Brinco et le nouvel actionnaire afin d'établir un contrat d'approvisionnement à long terme pour l'électricité qui sera produite par la centrale, condition essentielle du financement de l'entreprise. Les partenaires doivent aussi s'entendre sur les modalités de transport de l'électricité vers un point, le « point A », situé à 175 km des installations. L'affaire est compliquée par le fait que le Québec et Terre-Neuve ne s'entendent pas au sujet de la Frontière entre le Québec et Terre-Neuve-et-Labrador, ce qui exclut l'utilisation du mot « frontière » dans la documentation.
En novembre 1963, Brinco propose dix groupes générateurs à 3 mills/kWh, sous certaines conditions. À cela, il faut ajouter qu'Hydro-Québec évalue à 1,6 mill/kWh le prix du transport de l'électricité, du « point de réception-livraison » jusqu'à la frontière de l'État de New York. Ce prix est donc trop élevé pour la revendre sur le marché américain. Brinco baisse alors ses prix, mais pas assez au goût de Lesage. Le premier ministre québécois constate l'impasse le 8 juillet 1964, dans un autre discours en Chambre. Nouvelle colère de Smallwood, qui apprend au surplus que le Québec discute maintenant avec Énergie atomique du Canada Limitée pour construire une centrale nucléaire au Québec.
Le premier ministre terre-neuvien lance publiquement qu'il n'a pas besoin du Québec pour transporter son électricité et cite une étude démontrant la possibilité technique de construire une ligne de transport sous-marine qui relierait le Labrador, l'île de Terre-Neuve et les Provinces maritimes, ce qu'il appellera la « route anglo-saxonne ». Brinco utilisera plutôt l'appellation « route Atlantique ». Cette alternative est rapidement rejetée en raison de son coût — 941 millions de dollars — qui aurait fait passer le prix du kilowatt-heure de Churchill Falls livré à New York ou à Boston au-delà de la barre du demi-cent.

### Prix et frontières
La rupture des négociations du milieu de 1964 n'implique toutefois pas un manque d'intérêt d'Hydro-Québec. Le premier ministre Smallwood accepte d'accorder à la Brinco les coudées franches pour négocier une entente. Des discussions d'ordre technique et financier se déroulent pendant que les deux premiers ministres s'engagent dans une polémique sur la question de la frontière du Labrador.
Le tracé de la frontière a été décidé par le comité judiciaire du Conseil privé de Londres en 1927 afin de régler un conflit territorial qui opposait le Canada de l'époque et la colonie britannique de Terre-Neuve. Cette décision, que le Québec n'a jamais reconnue, aménage la frontière entre les deux territoires sans tenir compte des lignes de partage des eaux. Certains bassins hydrographiques des rivières de la Basse-Côte-Nord chevauchent le tracé, ce qui en complique le développement futur.
Jean Lesage lance les hostilités en demandant des changements aux frontières, ce que rejette Smallwood. De son côté, le premier ministre terre-neuvien fait savoir qu'il n'apprécie guère le fait que « son » électricité soit vendue aux Américains par le Québec.
Pendant ce temps, les négociations avancent. En juin 1965, Brinco pense avoir une entente avec une offre de 2,55 mills/kWh. Jean Lesage refuse, parce qu'Hydro-Québec n'a pas d'entente ferme avec les États-Unis. Le 21 juillet 1965, le ministre fédéral des Finances, Walter L. Gordon, annonce une mesure fiscale à l'avantage de Terre-Neuve, ce qui permet encore de réduire le prix. Les négociations piétinent avec d'éventuels acheteurs à New York et en Nouvelle-Angleterre.
Le désistement des Américains est incompréhensible aux yeux du nouveau directeur général d'Hydro-Québec, Robert A. Boyd. « Ils sont fous de laisser passer une occasion pareille. Ils ne sont pas au bout de leurs surprises avec le nucléaire » confie Boyd au directeur de la planification, Joseph Bourbeau. Boyd est maintenant convaincu qu'Hydro-Québec doit acheter l'ensemble de la production même si la croissance des besoins québécois ne justifie pas l'achat de la production de la centrale au Labrador (32 TWh), compte tenu de la production estimée de Manic-Outardes, dont la construction se poursuit.
Le 9 février 1966, les commissaires d'Hydro-Québec soumettent une offre à 2,45 mills/kWh au président de Brinco et au premier ministre Lesage. Brinco accepte immédiatement, mais l'approbation du premier ministre tarde à venir. Le 5 juin, Lesage est remplacé par Daniel Johnson. Le nouveau premier ministre du Québec hésite cependant à s'engager envers le projet de Brinco. Pourquoi faudrait-il développer un fleuve au Labrador alors qu'il existe un potentiel immense à la baie James, demande-t-il. Il accepte finalement la signature d'une entente de principe, le 6 octobre 1966.

### Arrangements financiers
S'engagent ensuite des négociations ardues sur le montage financier de l'opération — dont le coût prévu est de 666 millions de dollars — ainsi que sur les aspects techniques liés à la livraison de l'électricité produite par la centrale. Les parties s'entendent dès mars 1967 sur la construction de trois lignes à 735 kilovolts, une tension déjà utilisée par Hydro-Québec pour relier les centrales du complexe Manic-Outardes aux centres de consommation du sud du Québec. Le coût de construction des lignes de transport du côté québécois s'élèvent à environ 200 millions de dollars.
Churchill Falls lève du capital par une émission d'actions en octobre 1967. La position des actionnaires devient : Brinco, 63,3 %, Hydro-Québec, 16,3 %, Rio Algom 10,4 % ; le gouvernement de Terre-Neuve détenant les 10 % restants.
Restent toutefois les difficultés de financement. Les grands investisseurs institutionnels américains — banques et sociétés d'assurance — hésitent à souscrire à l'émission d'obligations de 500 millions de dollars américains — la plus grande émission privée de l'histoire à cette époque — à moins d'obtenir des assurances que l'électricité sera vendue et que le gouvernement du Québec acceptera de garantir, par une dation en paiement, que la construction sera terminée en cas de défaut des promoteurs.
Les dirigeants de la CF(L)Co n'attendent pas la signature d'une entente définitive et lancent le chantier de la centrale en 1967, afin de respecter la date des premières livraisons, en mai 1972. Ils ont recours à des avances et à des prêts à court terme souscrits auprès de banques canadiennes.

### Signature du contrat
Le contrat d'achat d'électricité est signé le 12 mai 1969 par Jean-Claude Lessard et Yvon De Guise d'Hydro-Québec et Donald J. McParland et Eric Lambert de CFLCo. Sa signature est immédiatement suivie des accords de financement, signés entre le 12 et le 15 mai par 52 institutions prêteuses éparpillées à travers l'Amérique du Nord.
En vertu du contrat et des conventions entre actionnaires, Hydro-Québec achète, pour une durée de 40 ans — renouvelable pour 25 années supplémentaires en 2016 —, la totalité de la production de la centrale, à l'exception d'un bloc de 300 MW, pour 0,296 45 cents (2,964 5 mills) le kilowattheure pendant les cinq premières années ; un prix qui descend graduellement jusqu'à 0,254 26 cents (2,542 6 mills), au cours des 15 dernières années de l'entente initiale. Le prix de vente exact de l'électricité produite à Churchill Falls n'a été déterminé qu'en 1975, une fois que le bilan final des coûts de la construction — environ 900 millions CAD — eurent été déterminés. La date officielle du parachèvement de l'ouvrage est fixée au 1er septembre 1976.
En échange de cet achat de 5 milliards de dollars sur la durée du contrat, Hydro-Québec accepte de participer aux risques de l'entreprise. Elle devra payer directement l'excédent des intérêts sur les obligations émises par CF(L)Co. au-delà d'un seuil fixé à 5 % — le taux d'intérêt des titres se situera entre 7¾ et 8 % —, garantir l'emprunt, assumer les risques du taux de change du dollar canadien sur les obligations en devise américaine en plus d'acheter directement 100 millions de dollars d'obligations. Le contrat accorde aussi à Hydro-Québec une participation de 34,2 % dans CFLCo, l'entreprise propriétaire de l'ouvrage.

## Construction

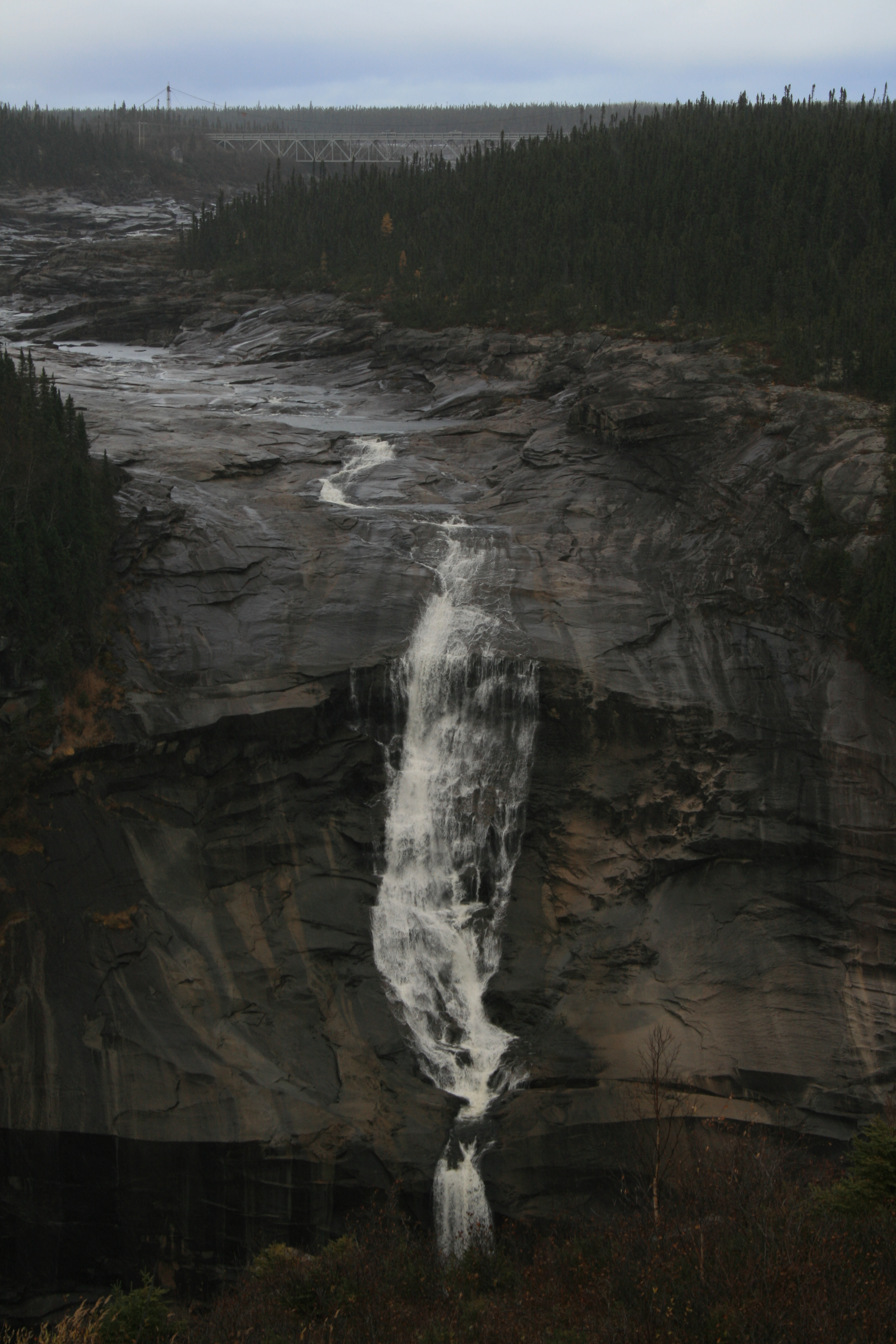
Les chutes Churchill en 2008, quatre décennies après le détournement des eaux vers la centrale.

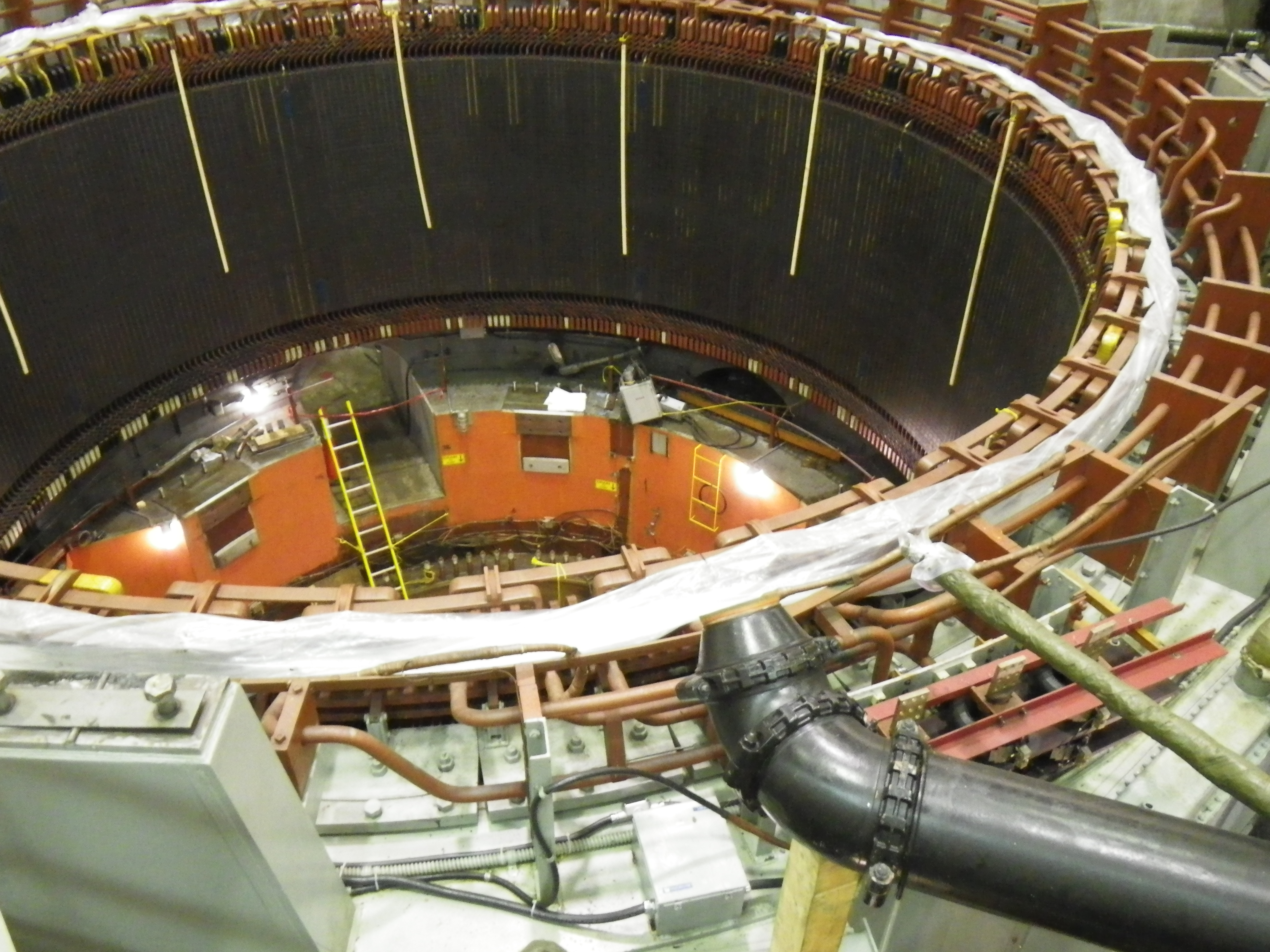
Une des principales turbines de la centrale durant des réparations.

La construction du projet débute en 1967, avec l'aménagement d'une route d'accès, puis d'un campement pour héberger les ouvriers du chantier. La responsabilité de la construction est confiée à un consortium d'entreprises de génie civil, formé de l'entreprise canadienne Acres et de l'américaine Bechtel.
Viennent ensuite l'aménagement de 88 digues pour stocker l'eau du réservoir Smallwood. La construction des ouvrages de retenue nécessitera 20 millions de m3 de matériaux. Le remplissage du réservoir, inauguré par le premier ministre Smallwood le 1er juillet 1971, prendra deux ans.
Pendant ce temps, les travaux d'excavation de la centrale souterraine — taillée dans le roc du bouclier canadien et longue de près de 300 m — et des 11 conduites forcées, longues de 427 m se poursuivent jusqu'en 1970. Les travaux se concentrent ensuite sur le bétonnage et l'installation des quatre premiers groupes turbine-alternateurs sur un total de 11 prévues aux plans, car en vertu du contrat, la centrale doit entrer en service au plus tard le 1er mai 1972.
Grâce aux efforts de 6 300 ouvriers, la centrale de Churchill Falls effectue ses premières livraisons à Hydro-Québec le 6 décembre 1971, cinq mois plus tôt que prévu. Elle est inaugurée par le premier ministre du Canada, Pierre-Elliott Trudeau, en juin 1972. Sa mise en service sera achevée en 1974. En juillet 1974, la centrale de Twin Falls est fermée et l'eau du réservoir Ossokmanuan détournée dans le réservoir Smallwood en vertu d'un accord avec CF(L)Co.

## Redéveloppement
En 2024, le site de la centrale fait l'objet d'une entente de principe entre Terre-Neuve-et-Labrador et Québec pour en augmenter la capacité.
Hydro-Québec serait le maître d'oeuvre de ces redéveloppements :
- Une modernisation de la centrale existante afin d'en augmenter la capacité de 550 MW. Les travaux s'échelonneraient entre 2028 et 2038 ;
- Une nouvelle centrale Churchill Falls 2 (CF2) d'une capacité de 1 100 MW, adjacente à la centrale existante, ciblant une mise en service en 2035.

## Caractéristiques techniques
L'aire de drainage du fleuve Churchill comprend une grande partie de l'ouest et du centre du Labrador. Le réservoir Ossokmanuan, développé à l'origine dans le cadre du système d'alimentation de la centrale de Twin Falls, se déverse désormais dans le haut Churchill et l'aire de drainage naturelle de la rivière Churchill couvre plus de 60 000 km2. Le barrage des lacs Orma et Sail a porté l'aire de drainage totale à 72 000 km2. Des études ont montré que cette zone de drainage recueillait 410 mm de précipitations plus 391 cm de chutes de neige chaque année, ce qui équivaut à 52 km3 d'eau par année ; largement suffisant pour répondre aux besoins du projet.
Le dénivelé naturel total du fleuve Churchill et de sa branche mère la rivière Ashuanipi, du lac Ashuanipi au lac Melville, est de 529 m. À titre de comparaison, le dénivelé du cours d'eau à 30 km en amont jusqu'à ce qu'elle pénètre dans la centrale chute de plus de 300 m.
Le hall des machines, taillé dans du granite solide, se trouve à près de 300 m sous terre. Les 1 800 000 m3 de roche excavée ont été utilisés dans les routes, la construction du site de la ville de Churchill Falls et comme matériau de digue. La salle mesure environ 300 m de long, jusqu'à 25 m de large et environ 50 m de haut. La centrale abrite 11 unités de production. Les roues des turbines Francis sont en acier inoxydable et pèsent 73 tonnes chacune.
L'eau est contenue par un réservoir créé non pas par un seul grand barrage, mais par une série de 88 digues d'une longueur totale de 64 km. Le réservoir, connu plus tard sous le nom de réservoir Smallwood, couvre 5 700 km2 et peut contenir plus de 28 km3 d'eau.
La puissance installée de la centrale atteint 5 428 MW, pour une production électrique moyenne s'élevant à 35 TWh/an.

## Problèmes juridiques à la suite de la construction
Le développement de la centrale hydroélectrique de Churchill Falls a été entrepris en l'absence d'entente avec le peuple innu et a entraîné l'inondation de plus de 5 000 km2 (1 900 mille carré) de terres de chasse et de piégeage traditionnelles. Une entente signée entre le gouvernement de Terre-Neuve-et-Labrador et les Innus a offert aux Innus du Labrador des droits de chasse sur 34 000 km2 de terrain, plus 2 millions de dollars par année en compensation des inondations.
Scandalisé par les prix prévus au contrat et désireux de développer le potentiel hydroélectrique en aval, à Gull Island afin de combler ses besoins provinciaux, le gouvernement de Terre-Neuve rachète la participation de Brinco dans CF(L)Co. en juin 1974, par l'intermédiaire de sa société Newfoundland and Labrador Hydro, et insiste pour renégocier le contrat de vente avec Hydro-Québec. Compte tenu de la forte inflation qui affecte le Canada à cette époque, le gouvernement fédéral propose une aide jugée insuffisante par le gouvernement terre-neuvien et reporte la construction du projet Gull Island.
Aux prises avec des besoins grandissants en énergie, la province étudie la possibilité de construire une ligne à haute tension sous le détroit de Belle-Isle pour acheminer l'électricité de Churchill Falls vers Saint John's. Mais la province ne peut disposer que de 300 MW en vertu du contrat de 1969, une quantité d'énergie jugée insuffisante pour rentabiliser l'investissement qu'entraînerait la construction d'une ligne sous-marine. Le ministre des Mines et de l'Énergie, John Crosbie, demande donc à CF(L)Co. d'acheter 800 MW de puissance aux mêmes conditions qu'Hydro-Québec, le 6 août 1976. Mais l'exploitant de la centrale fait savoir qu'elle ne peut accéder à la demande, en raison des termes du contrat.
Frustré par la tournure des événements, le gouvernement terre-neuvien entreprend ensuite d'abroger la concession de droits hydrauliques qu'elle avait accordée à la Brinco par une loi, le Upper Churchill Water Rights Reversion Act. S'amorce alors une bataille judiciaire qui durera une décennie et se terminera à deux reprises devant la Cour suprême du Canada. La cour tranche en faveur d'Hydro-Québec les deux fois, en 1984 et en 1988,.
Nalcor et Hydro-Québec se sont entendus en mars 2009 afin de permettre à Terre-Neuve d'utiliser les lignes de transport québécoises pour vendre un bloc d'énergie de 130 MW produit à Churchill Falls sur les marchés de l'État de New York. L'entente, d'une durée de 5 ans, devrait rapporter de 40 à 80 millions de CAD à Terre-Neuve,.
À Terre-Neuve-et-Labrador, le contrat entre CF(L)Co et Hydro-Québec a suscité beaucoup de ressentiment. Des événements imprévus au moment de la négociation de 1969 ont considérablement accru la marge bénéficiaire d'Hydro-Québec sur le prix fixe de l'énergie de la centrale.
Le gouvernement de Terre-Neuve-et-Labrador a contesté sans succès le contrat de 1969 devant les tribunaux.
En novembre 2018, la Cour suprême du Canada a rejeté une offre visant à forcer Hydro-Québec à rouvrir le contrat avant 2041, jugeant que les bénéfices élevés d'Hydro-Québec ne justifiaient pas la réouverture du contrat. La décision majoritaire a conclu que l'imprévisibilité des augmentations futures des prix de l'énergie était un risque que la Churchill Falls Corporation avait assumé lors de la signature du contrat et le tribunal ne pouvait pas forcer les parties à rouvrir le contrat. Le juge Gascon a ajouté que l'imprévisibilité ne justifierait l'annulation du contrat que si elle rendait le contrat moins avantageux pour une partie et non dans ce cas, où elle rendait simplement le contrat plus avantageux pour une partie (Hydro-Québec)
.
En 2019, la plus haute cour du Québec, la Cour d'appel du Québec a statué que le droit d'Hydro-Québec de vendre l'énergie de Churchill Falls avait un plafond mensuel, simplifiant la gestion des ressources en eau de la centrale de Muskrat Falls du projet Lower Churchill.
En 2024, une entente de principe entre Terre-Neuve-et-Labrador et le Québec propose de remplacer dès 2025 l'entente de 1969. La nouvelle entente prolongerait à 2075 le contrat d'achat, avec des prix par kilowattheure augmentant graduellement de 1¢ en 2025 à 4¢ en 2041, puis 7¢/kWh pour la suite.